# Marc John Jefferies
Marc John Jefferies est un acteur américain, né à New York le 16 mai 1990.
Il est surtout connu pour son rôle de Derrick Mitchell sur le sit com de NBC The Tracy Morgan Show. Récemment il tourne la série de David Simon sur La Nouvelle-Orléans post-Katrina Treme où il joue le rôle de Darius, un jeune des rues qui cherche du travail en attendant la réouverture de l'école.
Il apparaît également dans la saison 3 de Dexter en 2008 et dans le film Notorious BIG  en 2009 dans le rôle de little cease . Il joue aussi dans le film Réussir ou mourir sorti en 2005, un film biographique s'inspirant de la vie de 50 Cent. Plus jeune il a participé à de nombreux films, comme acteur ou en prêtant sa voix à des personnages animés :  Le Monde de Nemo, Le Manoir hanté et les 999 Fantômes, Stuart Little 2, Charlie's Angels 2 et Spider-Man 2.

## Filmographie partielle

### Cinéma
- 1995 : Losing Isaiah : Les Chemins de l'amour : Isaiah
- 2005 : Réussir ou Mourir : Marcus enfant
- 2006 : Keeping Up with the Steins de Scott Marshall
- 2009 : Notorious B.I.G : lil Cease
- 2015 : Brotherly Love : Bunch
- 2016 : Nerve : Wes

### Télévision
- 2000 : New York, unité spéciale (saison 1, épisode 21) : Jonathan
- 2005 : Urgences (saison 11, épisode 17) : Victor Hopkins
- 2008 : Dexter (saison 3) : Wendell Owens
- 2012 : New York, unité spéciale (saison 14, épisode 2) : Hasdrubal

## Voix françaises
Diouc Koma dans :
- "Brotherly Love"
- "Nerve"